# Беляков, Сергей Станиславович
Серге́й Станисла́вович Беляко́в (род. 1 октября 1976, Свердловск) — российский литературный критик, историк. Кандидат исторических наук (2006).

## Биография
Летом 1998 года поступил на исторический факультет Уральского государственного университета. В августе-сентябре 1998-го, перед началом занятий в вузе, написал свою первую научную статью, позднее разделённую на две части и опубликованную в журнале «Урал»: «Хороший плохой писатель Олеша» (2001, № 9) и «Европеец в русской литературе: нерусский писатель Юрий Олеша» (2004, № 10).
В университете специализировался по кафедре новой и новейшей истории, занимался изучением хорватского и сербского национализма в годы Второй мировой войны. Одновременно начал писать для журнала «Урал» статьи и рецензии. Первая публикация — рецензия на монографию М. А. Литовской «Феникс поёт перед солнцем: феномен Валентина Катаева» (2000, № 10).
Окончил исторический факультет университета в 2003 году «с отличием», поступил в аспирантуру университета, получил приглашение работать в журнале «Урал» (от Николая Коляды, в то время главного редактора) и на кафедре новой и новейшей истории (от Анатолия Чевтаева, заведующего кафедрой), но выбрал журнал, где и работает с июля 2003 года литературным сотрудником, а с мая 2005 — заместителем главного редактора. В 2006 году под руководством доцента Ю. С. Кирьякова защитил диссертацию по теме «Идеология усташского движения как историческая форма хорватского этнического национализма».
С 2004 года состоит в Уральском отделении Российского общества интеллектуальной истории.
С 2005 года печатается в столичных литературных журналах («Новый мир», «Знамя», «Октябрь», «Континент», «Вопросы литературы»). Выступает в качестве колумниста в электронных газетах «Взгляд» (2007—2008), «Частный корреспондент» (2008—2011), печатается на сайте «Свободная пресса» (2012—2013).

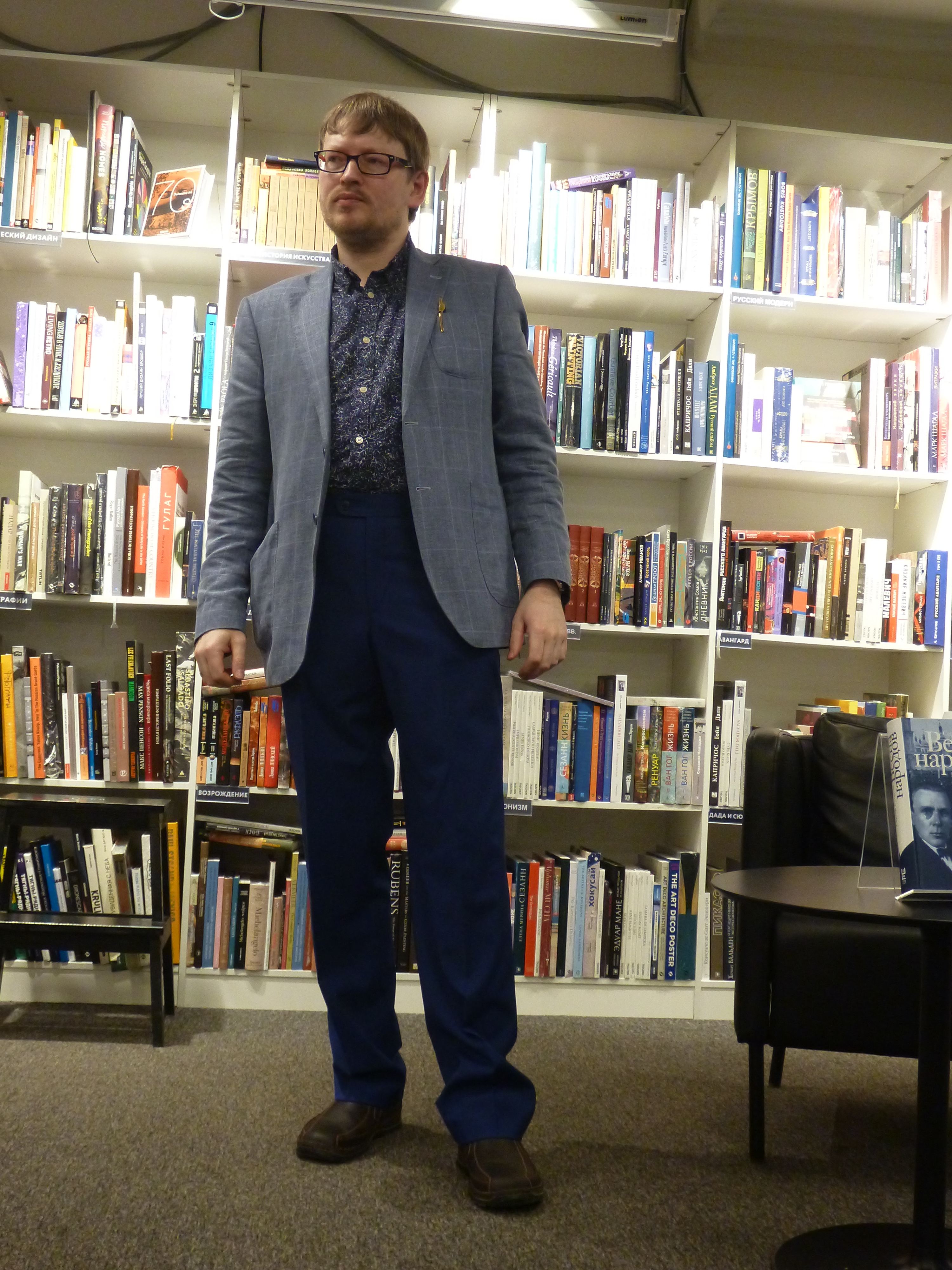
Сергей Беляков презентует свою книгу в магазине «Пиотровский», Ельцин-центр, 2019 год

Автор монографии «Усташи: между фашизмом и этническим национализмом» (2009), книг «Гумилёв сын Гумилёва» (2012) и «Тень Мазепы: Украинская нация в эпоху Гоголя». Активный участник современного российского литературного процесса, был членом жюри многих премий: имени Бажова (2005, 2006), имени Казакова (2008), «Национальный бестселлер» (2010), «Русский Букер» (2013), «Премии Ивана Петровича Белкина» (2013) и др..
Супруга — Дарья, дочь Елизавета.

## Премии
- Премия имени П. П. Бажова (2004)
- Премия журнала «Новый мир» (2005)[11]
- Горьковская литературная премия (2010)[12]
- Премия «За верность Слову и Отечеству» имени первого редактора «ЛГ» Антона Дельвига (2012)[13]
- Премия губернатора Свердловской области (2012)[14]
- Вторая премия «Большая книга» (2013)[15]
- Третье место премии «Большая книга» (2022)[16]

## Книги
- Беляков С. Усташи: между фашизмом и этническим национализмом. — Екатеринбург: Гуманитарный университет, 2009. — 320 с. — ISBN 5-7741-0115-3
- Беляков С. Гумилёв сын Гумилёва. — М.: Астрель, 2012 г.— 800 c.— 3000 экз.— ISBN 978-5-271-44967-3
- Беляков С. Тень Мазепы: украинская нация в эпоху Гоголя. АСТ, 2016 г. — 768 с. — ISBN 978-5-17-095829-0
- Беляков С. Парижские мальчики в сталинской Москве. Издательство: Редакция Елены Шубиной, 2021 г. — ISBN 978-5-17-132830-6

## Примечачния
1. ↑  LIBRIS — Национальная библиотека Швеции, 2018.
2. ↑  Книги рецензируют А. Вдовин, Л. Сонина, В. Исхаков, И. Турбанов, С. Беляков — Журнальный зал. Дата обращения: 28 марта 2017. Архивировано 29 марта 2017 года.
3. ↑  [famous-scientists.ru/6562 Чевтаев Анатолий Гаврилович — Известные ученые]
4. ↑  Редакция. Дата обращения: 12 мая 2013. Архивировано 15 июля 2013 года.
5. ↑  Автореферат диссертации на соискание ученой степени кандидата исторических наук. Дата обращения: 28 марта 2017. Архивировано 29 марта 2017 года.
6. ↑  Архивированная копия. Дата обращения: 28 марта 2017. Архивировано из оригинала 29 марта 2017 года.
7. ↑  На рубежах колумнистики — Журнальный зал. Дата обращения: 6 апреля 2013. Архивировано 10 ноября 2012 года.
8. ↑  Рецензии Сергея Белякова // Сайт премии «Национальный бестселлер». 2010. Архивировано из первоисточника 5 июня 2013. Дата обращения: 5 июня 2013. Архивировано из оригинала 11 мая 2011 года.
9. ↑  Сергей Беляков / Регионы. Екатеринбург Архивная копия от 4 декабря 2013 на Wayback Machine // Новая литературная карта России
10. ↑  Сергей Беляков. Дата обращения: 30 октября 2013. Архивировано 31 октября 2013 года.
11. ↑  https://web.archive.org/web/20171122064341/https://www.rsl.ru/datadocs/doc_7095vu.pdf
12. ↑  Горьковская литературная премия | официальный сайт
13. ↑  Лауреаты 2012 года (недоступная ссылка)
14. ↑  Лауреаты за выдающиеся достижения в области литературы и искусства 2012 года (недоступная ссылка)
15. ↑  Названы лауреаты «Большой книги» 2013 года. Дата обращения: 27 ноября 2013. Архивировано 8 июля 2014 года.
16. ↑  Национальная литературная премия «Большая книга»: Новости премии / Третье место. www.bigbook.ru. Дата обращения: 8 декабря 2022. Архивировано 8 декабря 2022 года.